# Microformat

Microformat-teken

Een microformat, soms afgekort tot μF or uF, is een webgebaseerd gegevensformaat dat ernaar streeft metadata aan de inhoud van bestaande webpagina's toe te voegen. Een microformat gebruikt daarvoor de bestaande klassen en attributen van HTML en XHTML. Het doel hiervan is om informatie die oorspronkelijk voor eindgebruikers is bedoeld  (zoals contactinformatie of geografische informatie) geschikt te maken voor automatische interpretatie door software , met name door een zoekmachine.
Hoewel eigenlijk de inhoud van webpagina's van het begin af al "automatisch geïnterpreteerd" kan worden, is de hoeveelheid informatie die hieruit gehaald kan worden beperkt. Dit komt doordat de traditionele HTML en XHTML elementen slechts beperkt beschrijven wat de inhoud van het element daadwerkelijk betekent. Microformats voegen semantiek toe aan de bestaande elementen en maken daarmee de weg vrij voor diepgaandere interpretaties. Deze interpretaties kunnen vervolgens gebruikt worden voor bijvoorbeeld het intelligenter indexeren, doorzoeken, opslaan, of refereren van de beschikbare informatie, zodat deze herbruikt, of met andere informatie gecombineerd kan worden.
Bestaande microformats maken het onder andere mogelijk om agendapunten, contactinformatie en typen relaties tussen personen te benoemen. Zowel versie 3 van de Firefox-browser als versie 8 van Internet Explorer zullen waarschijnlijk standaard ondersteuning voor microformats hebben.
Een tweede generatie van microformats: microformats-2 is in ontwikkeling.